# اکتون (کنتاکی)
اکتون، کنتاکی (به انگلیسی: Acton, Kentucky) در ایالات متحده آمریکا است که در کنتاکی واقع شده‌است.

## خصوصیات
اکتون ۲۲۱٫۹ متر بالاتر از سطح دریا واقع شده‌است.